# Нова Вес Петријанечка
Нова Вес Петријанечка је насељено место у саставу општине Петријанец у Вараждинској жупанији, Хрватска. До територијалне реорганизације у Хрватској налазила се у саставу старе општине Вараждин.

## Становништво
На попису становништва 2011. године, Нова Вес Петријанечка је имала 895 становника.

## Попис1991.
На попису становништва 1991. године, насељено место Нова Вес Петријанечка је имало 987 становника, следећег националног састава:
| Попис 1991.‍  | Попис 1991.‍  | Попис 1991.‍ | Попис 1991.‍ | Попис 1991.‍ |
| ------------ | ------------ | ----------- | ----------- | ----------- |
|              |              |             |             |             |
| Хрвати       | Хрвати       |             | 977         | 98,98%      |
| Македонци    | Македонци    |             | 1           | 0,10%       |
| Словенци     | Словенци     |             | 1           | 0,10%       |
| регион. опр. | регион. опр. |             | 1           | 0,10%       |
| непознато    | непознато    |             | 7           | 0,70%       |
| укупно: 987  |              |             |             |             |